# Jan Van Der Smissen
Jan Van Der Smissen (Ninove, 13 februari 1944 - 1995) was een Belgisch kunstschilder. 
Van Der Smissen werd geboren in een gezin van veertien kinderen in de volksbuurt "De Blokken". Hij doorliep school in het Atheneum van Ninove (Humaniora) en moest nadien gaan werken om zijn verdere studies te betalen. Hij volgde avondschool in de Academie van Aalst. 
Jarenlang werkte Van Der Smissen als proefdrukker en ontwerper bij drukkerij De Dender in Ninove. Gelijktijdig volgde hij lessen aan de Amerikaanse tekenschool en de Famous Artist School waar hij de knepen van het vak leerde.
Van Der Smissen schilderde portretten van belangrijke en minder belangrijke personen, maar hij is vooral bekend geworden als landschapsschilder. Op de Internationale tentoonstelling "Kunst voor Allen" behaalde hij de eerste prijs en kreeg de prijs van het publiek in 1976.Op een bepaald moment kwam er in zijn werk een wending en ging hij meer experimenteren met vormen en technieken (onder invloed door het zien van het werk van Felix De Boeck) en deze stijl heeft hij min of meer aangehouden tot aan zijn dood in 1995.
Van Der Smissen stierf aan de gevolgen van lever-en maagkanker.